# Tautócrona

Cuatro puntos deslizan sobre una cicloide desde diferentes posiciones, pero llegan al final al mismo tiempo. Las flechas azules muestran la aceleración de los puntos a lo largo de la curva. Arriba se observa el diagrama tiempo-posición

Objeto que representa la curva tautócrona

Una tautócrona o curva isócrona (de los prefijos griegos tauto- que significa mismo o iso- igual, y chrono tiempo) es la curva para la cual el tiempo tomado por un objeto que desliza sin rozamiento en gravedad uniforme hasta su punto más bajo es independiente de su punto de partida. Esta curva es una cicloide, y su tiempo viene determinado por la siguiente fórmula:
{\displaystyle t=\pi {\sqrt {\frac {r}{g}}}}

## El problema de la tautócrona
El intento de identificar la curva de la tautócrona fue resuelto por Christiaan Huygens en 1659. Demostró geométricamente en su Horologium Oscillatorium, originalmente publicado en 1673, que la curva es un cicloide.

En una cicloide cuyo eje se eleva sobre la perpendicular y cuyo vértice está localizado en el fondo, el tiempo de descenso en el cual un cuerpo llega al punto más bajo, al vértice, después de haber partido desde cualquier punto de la cicloide, es igual a cualquier otro…
Christiaan Huygens

Huygens también demostró que el tiempo de descenso es igual al tiempo que tarda un cuerpo en caer verticalmente la misma distancia (el diámetro del círculo que genera la cicloide) multiplicado por π⁄2. En términos modernos, esto significa que el tiempo de descenso es {\displaystyle \pi {\sqrt {r/g}}}, donde r es el radio del círculo que genera el cicloide y g es la  gravedad.
Esta solución fue posteriormente utilizada para abordar el problema de la curva braquistócrona.  Jakob Bernoulli resolvió el problema usando el cálculo en un artículo (Acta Eruditorum, 1690) que fue el primer artículo publicado usando la palabra integral.

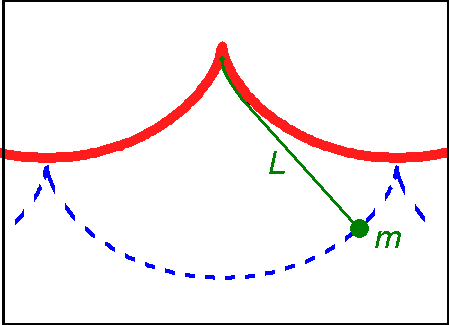
Esquema de un péndulo cicloidal.

El problema de la tautócrona fue estudiado con más detenimiento cuando se observó que un péndulo, que describe una trayectoria circular, no era isócrono y por tanto, su reloj de péndulo mediría diferentes tiempos según lo grande que fuese la oscilación. Después de determinar la trayectoria correcta, Christiaan Huygens intentó crear un reloj de péndulo que usase una cuerda para suspender el peso del péndulo cerca de lo alto de la cadena para cambiar la trayectoria al de una curva tautócrona.  Estos intentos demostraron no ser útiles por una serie de razones.  Primero, la curvatura de la cadena causa fricción, lo cual altera el periodo. Segundo, había muchas más fuentes de error en la medición del tiempo (anulando cualquier mejora teórica) que ayudas proporcionaba la tautócrona.  Finalmente, el "error circular" de un péndulo decrece conforme decrece la longitud de la oscilación. Así que mejores escapes de reloj podrían reducir significativamente esta fuente de imprecisión.

Representación esquemática de cinco péndulos cicloidales isócronos, es decir que poseen la misma frecuencia independientemente de sus amplitudes.

Posteriormente, Joseph Louis Lagrange y Leonhard Euler proporcionaron una solución analítica al problema.